# Orazio Giovan Battista Ravaschieri
Orazio Giovan Battista Ravaschieri, principe di Belmonte (fine XVI secolo – 14 ottobre 1645), è stato un nobile italiano.

## Biografia
Primo principe di Belmonte, nacque sul finire del cinquecento in una località imprecisata ed era il terzo figlio di Giovan Battista Ravaschieri, barone di Belmonte e Badolato e di Maria Fieschi Ravaschieri appartenenti a rami diversi della stessa casata. La madre era l'erede del feudo di Girifalco avuto dallo zio Pietro Francesco Ravaschieri, tesoriere (maestro di zecca) della Calabria Ulteriore dal 1575 al 1609. Ebbe cinque fratelli e una sorella: Germano barone di Badolato, Alfonso, Domenico, Giovanni Ambrosio, Francesco Maria e Virginia I duchessa di Girifalco.
Patrizio genovese discendente dai Fieschi, conti palatini di Lavagna, fu nominato Gran Siniscalco di Napoli e il 3 marzo 1619 fu elevato al titolo di Principe di Belmonte a Madrid da Filippo III di Spagna. Orazio discendeva da una stirpe di banchieri imperiali e reali infatti, il bisnonno paterno Giovan Battista Ravaschieri era un banchiere sotto Carlo V e suo nonno materno, Torino Ravaschieri, tesoriere della Calabria Ulteriore dal 1564 al 1575 sotto Filippo II di Spagna.
Nel 1621 sposò Anna Maria Caracciolo con la quale ebbe quattro figli: Daniele Domenico (1622-1685), Maria Teresina, Anna Maria (?-1692) e Ramiro (1628-1684). Nel 1625 ereditò dalla madre il titolo di barone di Tortora e acquistò dalla nipote Felicia Maria Ravaschieri (figlia ed erede del fratello Germano), duchessa consorte di Girifalco, la Baronia di Badolato.
Si dedicò alla causa spagnola come uomo d’armi nei difficili anni precedenti la rivolta del 1647-48, dove si distinse come reclutatore di soldati, che in qualità di maestro di campo guidò verso la Lombardia. Negli anni trenta del '600 operò in sinergia con il cognato, marchese di Torrecuso, che aveva lo stesso incarico di reclutatore militare, quando radunarono a Milano contingenti da inviare in Alsazia per servire nell’esercito del duca di Feria.
Morì in un luogo imprecisato il 14 ottobre 1645 e venne sepolto nel convento dei cappuccini di Belmonte, lasciando beni e titoli al figlio Daniele Domenico il quale divenne II principe di Belmonte.

## Ascendenza
|                                    |                               |                      | Genitori |  |  | Nonni               |  |  | Bisnonni                    |  |
|                                    |                               |                      |          |  |  | Germano Ravaschieri |  |  | Giovan Battista Ravaschieri |  |
|                                    |                               |                      |          |  |  | Germano Ravaschieri |  |  | Giovan Battista Ravaschieri |  |
|                                    |                               | ?                    |          |  |  | Germano Ravaschieri |  |  |                             |  |
| Giovan Battista Ravaschieri        |                               |                      |          |  |  | Germano Ravaschieri |  |  |                             |  |
|                                    |                               | Antonia Scorza       | ?        |  |  |                     |  |  |                             |  |
|                                    |                               | Antonia Scorza       | ?        |  |  |                     |  |  |                             |  |
|                                    |                               | Antonia Scorza       | ?        |  |  |                     |  |  |                             |  |
| Orazio Giovan Battista Ravaschieri |                               | Antonia Scorza       |          |  |  |                     |  |  |                             |  |
|                                    | Ettorino (Torino) Ravaschieri | Agostino Ravaschieri |          |  |  |                     |  |  |                             |  |
|                                    | Ettorino (Torino) Ravaschieri | Agostino Ravaschieri |          |  |  |                     |  |  |                             |  |
|                                    | Ettorino (Torino) Ravaschieri | ?                    |          |  |  |                     |  |  |                             |  |
| Maria Ravaschieri                  | Ettorino (Torino) Ravaschieri |                      |          |  |  |                     |  |  |                             |  |
|                                    |                               | Vittoria Spinola     | ?        |  |  |                     |  |  |                             |  |
|                                    |                               | Vittoria Spinola     | ?        |  |  |                     |  |  |                             |  |
|                                    |                               | Vittoria Spinola     | ?        |  |  |                     |  |  |                             |  |
|                                    |                               | Vittoria Spinola     |          |  |  |                     |  |  |                             |  |